# Гордиюк, Константин Александрович
Константи́н Алекса́ндрович Гордию́к (11 марта 1978, Новороссийск, Краснодарский край, СССР) — российский футболист, защитник.

## Карьера
Воспитанник футбольной школы Новороссийска. В 18 лет дебютировал в Высшей лиге России в составе новороссийского «Черноморца».
В январе 2009 года подписал контракт с клубом Второго дивизиона «Жемчужина-Сочи».
В Премьер-лиге провёл 67 игр, забил 6 мячей.

## Достижения

### Командные
- Победитель Первого дивизиона: 2005
- Бронзовый призёр Первого дивизиона (2): 2001, 2007
- Победитель зоны «Юг» Второго дивизиона: 2009
- Серебряный призёр зоны «Запад» Второго дивизиона: 2010
- Финалист Кубка Премьер-лиги: 2003

### Личные
- Лучший защитник зоны «Юг» Второго дивизиона России: 2009